# (5528) 1992 AJ
1992 أي جاي (ويعرف أيضًا باسم (5528) 1992 أي جاي وفق تسمية الكوكب الصغير) (بالإنجليزية: 1992 AJ)‏ هو كويكب ضمن حزام الكويكبات؛ وترتيبه 5528 من حيث الاكتشاف.
اكتُشف هذا الجُرم الفلكي بواسطة هيروشي كانيدا في 2 يناير 1992.

## وصلات خارجية
- (5528) 1992 AJ في قاعدة بيانات مختبر الدفع النفاث لأجرام النظام الشمسي الصغيرة

- الاكتشاف · مخطط المدار ·  العناصر المدارية · المعلمات المادية

- (5528) 1992 AJ على موقع ويكي سكاي: DSS2, SDSS, GALEX, IRAS, Hydrogen α, X-Ray, Astrophoto, Sky Map, Articles and images